# Naplate (Illinois)
Naplate es una villa ubicada en el condado de LaSalle en el estado estadounidense de Illinois. En el Censo de 2010 tenía una población de 496 habitantes y una densidad poblacional de 1.694,75 personas por km².

## Geografía
Naplate se encuentra ubicada en las coordenadas 41°19′56″N 88°52′42″O / 41.33222, -88.87833. Según la Oficina del Censo de los Estados Unidos, Naplate tiene una superficie total de 0.29 km², de la cual 0.29 km² corresponden a tierra firme y (0%) 0 km² es agua.

## Demografía
Según el censo de 2010, había 496 personas residiendo en Naplate. La densidad de población era de 1.694,75 hab./km². De los 496 habitantes, Naplate estaba compuesto por el 97.78% blancos, el 0.2% eran afroamericanos, el 0% eran amerindios, el 0.2% eran asiáticos, el 0% eran isleños del Pacífico, el 0.2% eran de otras razas y el 1.61% pertenecían a dos o más razas. Del total de la población el 6.85% eran hispanos o latinos de cualquier raza.